# Jonel Perlea

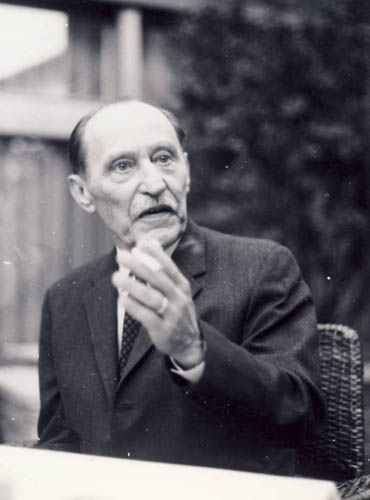

Jonel Perlea (Ograda, 13 de diciembre de 1900 - Nueva York, 29 de julio de 1970) fue un director de orquesta rumano relacionado en particular con el repertorio operístico italiano y alemán. 
Nacido Ionel Perlea en Ograda, Rumanía, estudió en Múnich, luego en Leipzig. Hizo su debut en un concierto en Bucarest en 1919, luego trabajó como répétiteur en Leipzig (1922-23) y Rostock (1923-25). Su debut operístico como director fue en Cluj-Napoca en 1927, donde dirigió Aida. Al año siguiente hizo su primera aparición en la Ópera de Bucarest, y fue director musical de ese teatro desde 1934 hasta 1944. Dirigió varios estrenos en Rumanía de piezas maestras extranjeras destacables, como Los maestros cantores de Núremberg y El caballero de la rosa. De vez en cuando apareció como director invitado en Viena, Stuttgart, Breslau, Berlín y París. 
Después de la Segunda Guerra Mundial dirigió principalmente en Italia, especialmente en el Teatro de La Scala en Milán (1947-52; su primera aparición allí fue en Sansón y Dalila). En Italia, también, dirigió varios estrenos locales como Capriccio en Génova, Mazeppa y La doncella de Orleans en Florencia. Defendió la nueva ópera I due timidi de Nino Rota (más conocido como compositor de numerosas bandas sonoras para el cine). Para la temporada 1949-50 fue director invitado en la Metropolitan Opera, dando representaciones de óperas como Tristán e Isolda, Rigoletto, La traviata y Carmen.  
Después de un ataque al corazón en 1957, aprendió a dirigir usando sólo el brazo izquierdo, y prefirió concentrarse en conciertos y grabaciones. Buen músico, a menudo infravalorado, enseñó en la Escuela de música de Manhattan desde 1952 hasta 1969. Murió en la ciudad de Nueva York en 1970, a los 69 años de edad.

## Selección de grabaciones
- 1954 - Manon Lescaut - Licia Albanese, Jussi Björling, Robert Merrill - Orquesta y coro de la Ópera de Roma - RCA Victor.

- 1955 - Aida - Zinka Milanov, Jussi Björling, Fedora Barbieri, Leonard Warren, Boris Christoff - Orquesta y coro de la Ópera de Roma - RCA Victor.

- 1956 - Rigoletto - Robert Merrill, Roberta Peters, Jussi Björling, Giorgio Tozzi - Orquesta y coro de la Ópera de Roma - RCA Victor.

- 1966 - Lucrecia Borgia - Montserrat Caballé, Alfredo Kraus, Shirley Verrett, Ezio Flagello - Orquesta y coro de la RCA Italiana - RCA Victor.

Perlea también grabó para Vox en los años cincuenta, especialmente dirigiendo los acompañamientos en grabaciones de concierto de artistas como Gaspar Cassadó, Guiomar Novaes y Friedrich Wührer.